# Lampreh Lamteungoh
Lampreh Lamteungoh is een bestuurslaag in het regentschap Aceh Besar van de provincie Atjeh, Indonesië. Lampreh Lamteungoh telt 583 inwoners (volkstelling 2010).